# IC 4102
IC 4102 ist eine Elliptische Galaxie vom Hubble-Typ E5 im Sternbild Jagdhunde am Nordsternhimmel. Sie ist schätzungsweise 362 Millionen Lichtjahre von der Milchstraße entfernt und hat einen Durchmesser von etwa 20.000 Lichtjahren.

Im selben Himmelsareal befinden sich u. a. die Galaxien IC 4049, IC 4069, IC 4078, IC 4086 und IC 4097.
Das Objekt wurde am 21. März 1903 von Max Wolf entdeckt.